# Colobothea varica
Colobothea varica là một loài bọ cánh cứng trong họ Cerambycidae.